# 세르게이 마르티노프 (정치인)

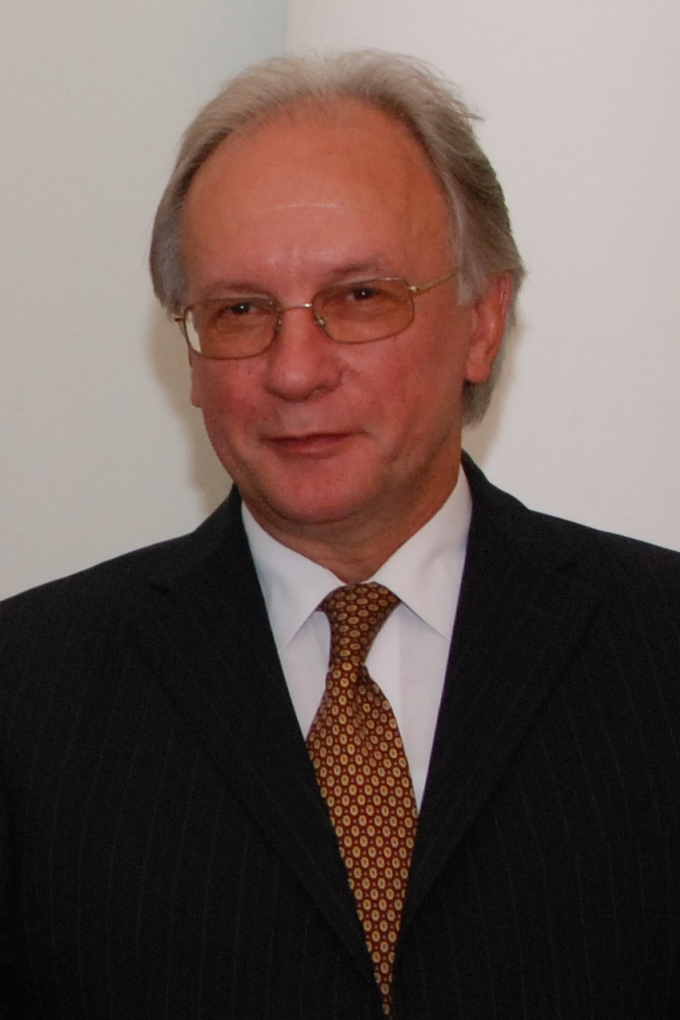
2010년의 세르게이 마르티노프

세르게이 니콜라예비치 마르티노프(벨라루스어: Сяргей Мікалаевіч Мартынаў, 러시아어: Серге́й Николаевич Мартынов; 1953년 2월 22일 ~ )는 2003년부터 2012년까지 벨라루스의 외무장관을 지낸 벨라루스 정치인이다.

## 생애
세르게이 마르티노프는 1953년 2월 22일 레니나칸(현재 귬리), 아르메니아 SSR에서 태어났다. 그는 1975년 국립 모스크바 국제 관계 대학교를 졸업했다.
1980년부터 1988년까지 벨라루스 소비에트 사회주의 공화국 외무장관 보좌관을 지냈고, 1991년까지 외무부 국제기구 부서장을 지냈다. 그 후 1991년부터 1992년까지 벨라루스의 유엔 상임대표 부대표를 지냈고, 그 후 1년간 미국 주재 벨라루스 대사 대리를 지냈다.
그는 이전에 1993년부터 1997년까지 미국 대사로 벨라루스 외교 대표부를 역임했으며, 1994년부터는 멕시코 비상주 대사로 역임했다. 외무장관으로 임명되기 전에는 2001년부터 2003년까지 벨기에 대사, EU 및 NATO 대사를 지냈다. 세르게이 마르티노프는 2003년 3월 벨라루스 외무장관으로 임명되었고 2012년 8월 해임되었다. 이 역할에서 그는 유엔과의 협력 증진과 더 많은 재능 있는 젊은이들을 지원할 것을 촉구했다. 그는 2012년 8월 사유 없이 해임되었고 블라디미르 마케이가 뒤를 이었다. 그는 벨라루스와 유럽 연합 간의 "테디베어 논란" 이후 해임되었는데, 이는 민주주의를 지지하는 테디베어들이 벨라루스 상공에 공수된 사건이었다.
그는 러시아어, 영어, 프랑스어, 스와힐리어에 능통하다.